# Stow (Ohio)
Pour les articles homonymes, voir Stow.
Stow est une ville du comté de Summit, dans l’État de l'Ohio. Lors du recensement de 2010, sa population s’élevait à 34 837 habitants. Sa superficie totale est de 44,86 km2.

## Source
- (en) Cet article est partiellement ou en totalité issu de l’article de Wikipédia en anglais intitulé « Stow, Ohio » (voir la liste des auteurs).